# Eufrasi
Eufrasi (grec antic: Εὐφράσιος, llatí: Euphrasius) fou un filòsof grec de l'escola neoplatònica que fou deixeble d'Iàmblic. L'esmenta Eunapi (Eunap. Vit. Soph, pàgina 21).